# Metabologen
Un metabologen es defineix com un morfogen (molècula) que pot iniciar, promoure i mantenir el metabolisme i l'homeòstasi. D'acord amb aquesta definició, les proteïnes morfogenètiques òssies (BMP) són metabologens, ja que estan implicades en l'homeòstasi del ferro, l'adipogènesi del greix marró i el metabolisme energètic.
El professor A. Hari Reddi i Anand Reddi a Cytokine Growth Factor Rev van ser els primers a proposar el terme metabologen (tal com es va revisar en un número especial de Cytokine Growth Factor Review editat pel Dr. A. Hari Reddi titulat Bone Morphogenetic Proteins, Stem Cells and Regenerative Medicine.).